# پرزمکو
پرزمکو (به لاتین: Przemków) یک شهر و گمینا در لهستان است که در گمینا پژمکوو واقع شده‌است. پرزمکو ۵٫۶۴ کیلومتر مربع مساحت و ۶٬۵۵۱ نفر جمعیت دارد.